# 샤를로텐부르크성

2014년 4월의 샤를로텐부르크성

샤를로텐부르크성(독일어: Schloss Charlottenburg)은 독일, 베를린에 현존하고 있는 3번째로 큰 궁전이다. 베를린의 샤를로텐부르크 지역에 위치하고 있다.

## 역사
최초로 성은 프로이센의 초대 국왕 프리드리히 1세의 아내였던 조피 샤를로테의 명에 따라 요한 아르놀트 네링(de)이 1713년에 건축하였다. 건축 양식은 이탈리아풍의 바로크 양식을 가미하고 있다.
샤를로테 왕비는 중국, 일본 등지에서 수입된 도자기로 방을 가득 채웠다.

## 현대
제2차 세계 대전 당시 궁전은 심각하게 폭격을 당했다. 1945년 이후 복원 사업에 착수하면서 박물관으로서의 기능도 감당하게 되었다. 선사시대의 인류학 물품들이 전시 중이다.
레스토랑과 함께 궁전의 내부 공원은 잘 짜여진 크기이며 수많은 관람자가 머물 수 있다. 최근 들어 입장료를 받으려는 움직임이 생겼다.
2004년에서 2006년 초까지 독일 총리의 관저였다.

## 같이 보기
- 포츠담과 베를린의 궁전과 공원